# Arbatax
Arbatax is een plaats ('frazione') in de Italiaanse gemeente Tortolì, provincie Nuoro, op het eiland Sardinië. De plaats telt ongeveer 5.000 inwoners.

## Etymologie
De herkomst van de naam Arbatax is onzeker. Traditioneel wordt de naam gelinkt aan het Arabische woorden Arba ‘at ‘ashar oftewel "de 14e toren"; dit zou dan verwijzen naar de wachttoren die de Spanjaarden bouwden om het gebied te beschermen tegen invallen van Arabische piraten. Een andere verklaring is dat het afkomstig is van het toponiem Baccasara.

## Geschiedenis
De oudste sporen van bewoning dateren uit de tijd dat Carthago het eiland beheerste. Na de machtsovername door de Romeinen in 238 v.Chr. kreeg de plaats de naam Portus Sulpicius en was het een bescheiden haventje. In de 16e eeuw bouwden de Spanjaarden diverse wachttorens langs de kust, waaronder de Torre di Arbatax (opgedragen aan San Michele).
In de eerste helft van de 19e eeuw trokken vissers van het eiland Ponza naar Arbatax om daar werk te vinden. Begin 20e eeuw bleven veel van deze vissers wonen in Arbatax en er kwamen zelfs hele families vanuit Ponza over om zich in Arbatax te vestigen.
De eerste havenaanleg vond plaats in 1861. In de jaren 60 van de 20e eeuw werd de haven uitgebreid om het toenemende reizigers- en goederenvervoer - dit laatste onder andere voor de papierfabriek - te kunnen opvangen.

## Economie
Door de bouw van een grote papierfabriek in de jaren 60 van de 20e eeuw groeide het belang van Arbatax. In de 21e eeuw draait de lokale economie vooral op het toerisme en de industrie. Tevens is er teelt van mosselen.
Een belangrijke trekpleister zijn de Rocce Rosse, rode rotsen bestaand uit porfier, vlak naast de haven.

## Transport
De haven van Arbatax wordt gebruikt door de veerdiensten van en naar Civitavecchia en Olbia. Ook is er een jachthaven aanwezig.
De Ferrovie della Sardegna rijdt toeristische treinen op de smalspoorlijn tussen Arbatax en Mandas.
Op 4 kilometer van Arbatax ligt het regionale vliegveld Tortolì-Arbatax airport.

## Afbeeldingen

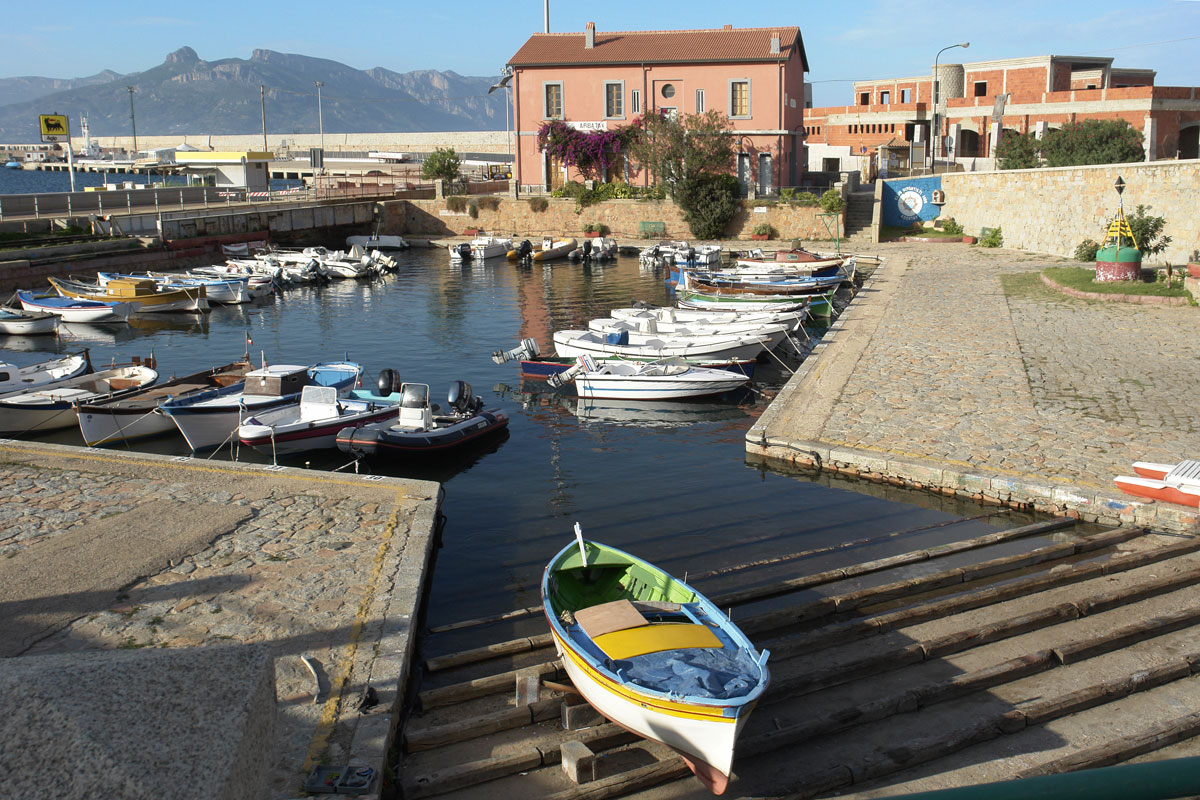
Haven
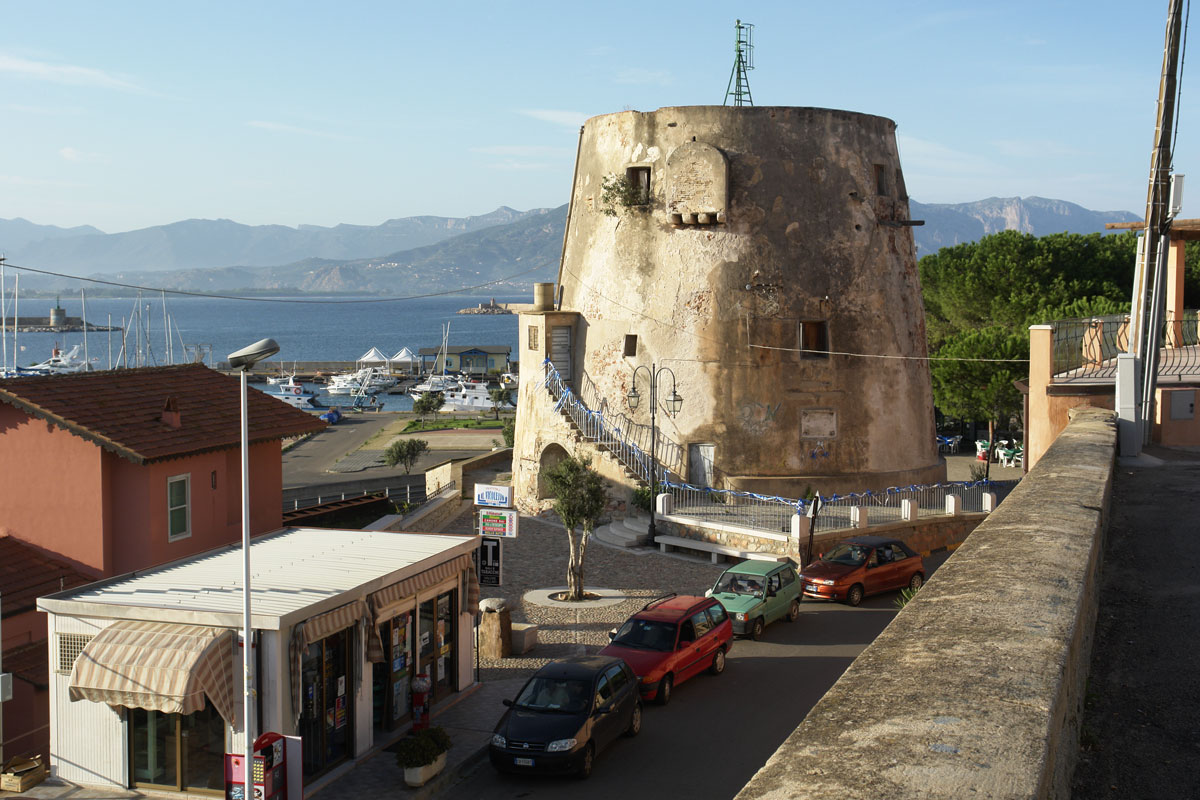
Torre di Arbatax
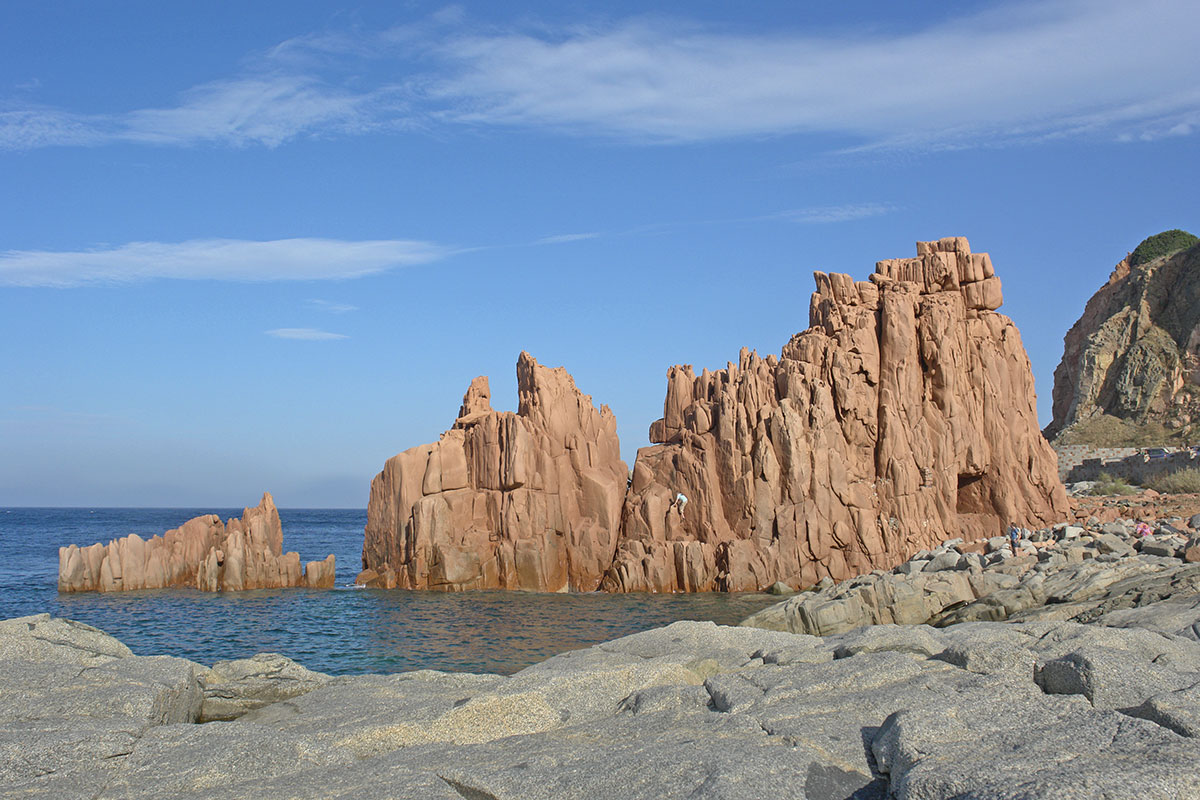
Strand Rocce Rosse